# Thera mediolucens
Thera mediolucens är en fjärilsart som beskrevs av Adolph Rössler 1881. Thera mediolucens ingår i släktet Thera och familjen mätare. Inga underarter finns listade i Catalogue of Life.